# Aulus Postumi Albí (cònsol 242 aC)
Aulus Postumi Albí (llatí: Aulus Postumius A. f. L. n. Albinus) va ser un magistrat romà que formava part de la gens Postúmia, una de les famílies patrícies més antigues de Roma.
Va ser cònsol de Roma l'any 242 aC juntament amb Gai Lutaci Càtul, el qual va derrotar els cartaginesos de les illes Ègates i va acabar la Primera Guerra Púnica. Albí, mentrestant, es va mantenir a la ciutat per decisió del pontífex màxim, puix que era flamen marcial. Va ser censor l'any 234 aC.